# Clusividad

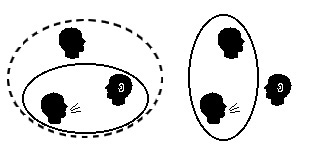
Esquema que ilustra la forma inclusiva (izquierda) y forma exclusiva (derecha).

La clusividad o la distinción entre inclusividad y exclusividad es una diferenciación en el sistema pronominal de muchas lenguas del mundo por el cual la primera persona del plural ("nosotros") posee dos formas: una inclusiva y otra exclusiva, respecto al oyente. La forma inclusiva es el pronombre en primera persona plural que signífica ‘yo + tú + (posiblemente otros)’, mientras que la forma exclusiva es la primera persona plural que se compone de ‘yo + otro(s), pero no tú’.
En las lenguas donde existe dual, frecuentemente existen formas diferentes para indicar primera persona dual inclusiva y primera persona dual exclusiva. Alrededor de un tercio de las lenguas del mundo hacen la distinción entre formas inclusivas y formas exclusivas en las formas no singulares de primera persona.
La primera descripción publicada sobre la distinción exclusividad/inclusividad hecha por un lingüista europeo, fue la descripción de las lenguas del Perú de 1560 escrita por Domingo de Santo Tomás en su Gramática o arte de la lengua general de los indios del Perú, publicado en Valladolid, España.

## Ejemplos
Algunas de las lenguas que diferencian entre 1ª plural inclusiva y 1ª plural exclusiva son:
- Todas las lenguas zapotecas y mixtecas.
- Las lenguas quechua (salvo el quichua norteño), aymaras y tupí-guaraní.
- Lenguas siux y álgicas.
- Lenguas kartvelianas y drávidas.
- Lenguas austronesias y tunguses.
- El fula[2]
- Lenguas aisladas como el hadza y el ainu.

También algunas lenguas de ficción como el na'vi, usado en la película Avatar; y el idioma construido lojban.